# Lê Nhân Tông
Lê Nhân Tông, född 1441, död 1459, var vietnamesisk kung mellan 1442 och 1459. 
Han var son till Lê Thái Tông och Nguyễn Thị Anh. Han blev kung 1442, sedan hans äldre halvbror Lê Nghi Dân, åsidosattes eftersom dennes mor inte var adlig. 
Han stod vid sitt trontillträde under förmynderskap av sin mor, som blev regent och styrde landet med rådgivaren Trinh Kha. Från 1451 styrde modern ensam landet. Hans mor lät myndigförklara honom när han fyllde tolv år 1453, men i praktiken regerade han aldrig, då landet fortfarande styrdes av hans mor. Det var också emot accepterad sed för en kung att regera själv innan han hade fyllt sexton år.  
Under Lê Nhân Tôngs period som kung beskrivs landet som lugnt och stabilt, med undantag för plundringar från Champariket som resulterade i en motoffensiv av Vietnam mot Champa.
År 1459 störtades han i en kupp ledd av sin halvbror Lê Nghi Dân. 